# Felix Moncla
Trung úy Felix Eugene Moncla Jr. (ngày 21 tháng 10 năm 1926 – được cho là đã chết ngày 23 tháng 11 năm 1953) là phi công của Không quân Mỹ (USAF) đã biến mất khi đang thực hiện một cuộc đánh chặn phòng không trên Hồ Superior vào năm 1953. Vụ mất tích của Moncla đôi khi được gọi là Sự kiện Kinross xảy ra tại Căn cứ Không quân Kinross, nơi Moncla tạm thời được giao nhiệm vụ khi anh biến mất.
USAF báo cáo rằng Moncla đã bị rơi và vật thể lạ bị đánh chặn là một máy bay của Không quân Hoàng gia Canada (RCAF). Theo bản báo cáo này cho biết thì viên phi công của chiếc máy bay Canada sau đó được liên lạc lại và xác nhận anh ta không nhìn thấy chiếc máy bay bị đánh chặn nào cả và không biết rằng anh ta mới chính là đối tượng của một vụ đánh chặn. Tuy vậy, trong một số trường hợp, RCAF đã phủ nhận rằng bất kỳ máy bay nào của họ có liên quan đến bất kỳ sự cố nào vào ngày hôm đó, khi trao đổi với các thành viên của công chúng yêu cầu cung cấp thêm chi tiết về vụ đánh chặn này.

## Tiểu sử
Moncla chào đời tại Mansura, Louisiana, vào ngày 21 tháng 10 năm 1926 có cha là Felix Sr. (1894–1957), giáo viên trung học dạy môn khoa học, hiệu trưởng và cựu chiến binh trong Thế chiến I, và mẹ là Yvonne Beridon Moncla (1900–1961), thợ may. Anh cũng có hai chị gái tên là Leonie và Muriel Ann. Không lâu sau khi cha anh nhập viện, gia đình Moncla bèn dọn sang Moreauville, Louisiana, sinh sống cùng với ông chú và bà dì lớn của mình.
Moncla học trung học ở Moreauville và sau khi tốt nghiệp trung học, nhận học bổng thể thao của Học viện Tây Nam Louisiana, tham gia chơi bóng đá và nhận bằng Cử nhân Khoa học. Ra trường, ông liền gia nhập Lục quân Mỹ và tham chiến trong Thế chiến II như một phần của lực lượng chiếm đóng Nhật Bản. Sau thời gian tại ngũ, Moncla nhập học Đại học New Orleans, nhưng tái gia nhập quân đội khi Chiến tranh Triều Tiên bùng nổ năm 1950, lần này gia nhập Không quân Mỹ (USAF) với tư cách là học viên phi công sĩ quan.
Sau vài tháng làm công việc bàn giấy ở Dallas, Texas, Moncla được điều động sang Căn cứ Không quân Connally ở Waco để học lớp đào tạo phi công cơ bản, cũng tại nơi đây mà anh tình cờ gặp mặt và kết hôn với cô vợ tên là Bobbie Jean Coleman. Moncla còn tham gia khóa đào tạo phi công nâng cao tại Căn cứ Không quân Reese ở Lubbock, và học bổ túc về F-89 Scorpion ở Căn cứ Không quân Tyndall tại Panama City, Florida. Ngay tại Panama City, Bobbie Jean hạ sinh đứa con trai đầu lòng của họ. Tháng 7 năm 1952, Moncla và gia đình chuyển đến Madison, Wisconsin, và có một cô con gái chào đời 5 tháng trước khi Moncla mất tích.

## Mất tích
Vào tối ngày 23 tháng 11 năm 1953, nhân viên vận hành radar đánh chặn mặt đất thuộc Bộ Tư lệnh Phòng không tại Sault Ste. Marie, Michigan,  đã xác định được một mục tiêu bất thường ở Hồ Superior, gần Soo Locks. Một chiếc máy bay phản lực F-89C Scorpion khởi hành từ Căn cứ Không quân Kinross được điều động bay tới điều tra sự trở lại của radar; Scorpion do Trung úy Moncla lái chính, với Thiếu úy Robert L. Wilson là trắc thủ radar của Scorpion.
Wilson gặp khó khăn trong việc theo dõi vật thể trên radar của Scorpion, vì vậy nhóm nhân viên vận hành radar mặt đất đã chỉ đường cho Moncla về phía vật thể khi anh ta bay tới đó. Moncla cuối cùng đã tiếp cận vật thể lạ ở độ cao khoảng 8.000 feet. Kiểm soát Mặt đất đã theo dõi Scorpion và vật thể không xác định như hai "vạch sáng" trên màn hình radar. Hai vạch sáng trên màn hình radar ngày càng gần nhau cho đến khi chúng dường như hợp nhất. Giả sử rằng Moncla đã bay bên dưới hoặc phía trên mục tiêu, Kiểm soát Mặt đất dự đoán rằng những khoảnh khắc sau đó, chiếc Scorpion và vật thể sẽ lại xuất hiện như hai vạch sáng riêng biệt. Donald Keyhoe đã kể lại rằng có một nỗi sợ hãi khi hai bên đã lao vào tấn công lẫn nhau nhưng vạch sáng đơn lẻ vẫn tiếp tục theo đường bay trước đó của nó.
Người ta đã cố gắng liên lạc với Moncla qua radio, nhưng không thành công. Một chiến dịch tìm kiếm và cứu hộ của cả USAF và Không quân Hoàng gia Canada (RCAF) nhanh chóng được tiến hành, nhưng không tìm thấy bất kỳ dấu vết nào của chiếc máy bay hoặc các phi công ngồi trong đó. Điều kiện thời tiết là một yếu tố cản trở việc tìm kiếm.

## Báo cáo điều tra tai nạn của Không quân Mỹ

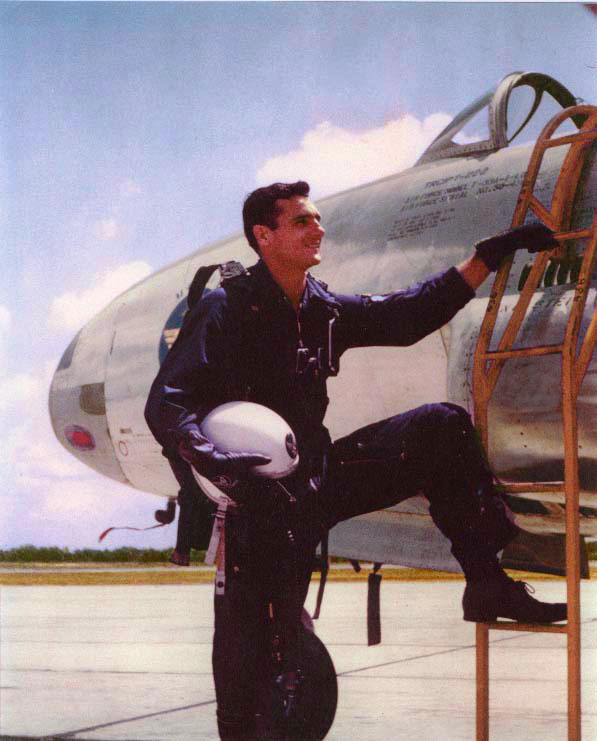
Trung úy Gene Moncla cạnh chiếc T-33 tại Sân bay Truax ở Madison, Wisconsin

Báo cáo Điều tra Tai nạn chính thức của Không quân Mỹ cho biết họ đã điều động F-89 bay tới điều tra một chiếc RCAF C-47 Skytrain đang bay chệch hướng. F-89 đang bay ở độ cao 8.000 feet khi nó hợp nhất với máy bay khác theo như dự kiến trong một vụ đánh chặn. Tín hiệu IFF của nó cũng biến mất sau khi hai lần quay trở lại hợp nhất trên màn hình radar. Bất chấp nỗ lực liên lạc với phi hành đoàn qua đài vô tuyến không thành công, nhưng phi công của một chiếc F-89 khác được cử đi tìm kiếm đã tuyên bố trong lời khai với hội đồng vụ tai nạn rằng anh ta tin rằng mình đã nghe thấy một cuộc truyền thanh ngắn từ viên phi công khoảng bốn mươi phút sau khi máy bay đó biến mất.
Các nhà điều tra của Không quân Mỹ báo cáo rằng Moncla có thể đã bị chóng mặt và đâm sầm vào Hồ Superior. Không quân cho biết Moncla từng bị chóng mặt theo thời gian: "Các dẫn chứng bổ sung được phát hiện trong quá trình điều tra sau này chỉ ra rằng có thể có khả năng Trung úy Moncla bị chóng mặt nhiều hơn mức bình thường một chút. Khi theo đuổi những dẫn chứng này, người ta phát hiện ra rằng các tuyên bố xuất phát từ những thành viên cũ trong tổ chức của Trung úy Moncla nhưng không phải là bằng chứng đầu tiên và được coi là tin đồn". Chứng chóng mặt của phi công không được liệt kê là nguyên nhân hoặc nguyên nhân có thể xảy ra trong bất kỳ phát hiện và kết luận nào của Ban Điều tra Tai nạn Không quân Mỹ.
Báo cáo chính thức về vụ tai nạn cho biết khi sự trở lại không xác định được phát hiện lần đầu tiên trên radar, người ta nghĩ rằng đó chính là máy bay RCAF "VC-912" nhưng nó được phân loại là "VÔ ĐỊNH HÌNH" vì nó đã bay lệch khỏi kế hoạch bay khoảng 30 dặm. Điều này đã bị phi công của chuyến bay RCAF tên gọi Gerald Fosberg, bác bỏ dứt khoát khi anh ta được mời phỏng vấn cho bộ phim tài liệu nhan đề "The Moncla Memories" do David Cherniack sản xuất dành cho chương trình dài tập Enigma của đài VisionTV.
Không quân Mỹ cũng đưa ra lời giải thích thay thế cho nhà điều tra UFO Donald Keyhoe. Trong cuốn sách ra mắt năm 1955 mang tên The Flying Saucer Conspiracy, Keyhoe mô tả cuộc điều tra của ông về vụ mất tích của chiếc F-89 bắt đầu vào đêm xảy ra vụ việc; khi anh ta nhận được một cuộc điện thoại nói với anh ta về "một tin đồn ở Căn cứ Không quân Selfridge rằng một chiếc F-89 của Kinross (do đó) đã bị một cái đĩa bay bắn trúng". Một cuộc gọi tiếp theo cho Sĩ quan Phụ trách Thông tin, Trung úy Robert C. White tiết lộ rằng "vật thể lạ chưa biết trong trường hợp này hóa ra là một chiếc DC-3 của Canada. Nó đã bị khóa mục tiêu do nhầm lẫn". "Mục tiêu" này nhằm đề cập đến không phận bị hạn chế trên Soo Locks tại Sault Ste. Marie, ở biên giới Mỹ–Canada ở cuối phía đông nam của Hồ Superior.

## Báo cáo về các bộ phận của F-89 vào năm 1968

Đài tưởng niệm Gene Moncla ở Nghĩa trang Thánh Tâm, Moreauville, Louisiana

Có thể các bộ phận máy bay được tìm thấy gần bờ phía đông của Hồ Superior vào cuối tháng 10 năm 1968 là của chiếc F-89 bị mất tích. Một sĩ quan của Không quân Mỹ xác nhận các bộ phận là của một máy bay phản lực quân sự và các bản tin phỏng đoán đây có thể là từ chiếc F-89 của Moncla. Danh tính của các bộ phận không bao giờ được công bố và chính phủ Canada tuyên bố rằng họ không có hồ sơ nào nói về vụ việc này cả.

## Trò lừa bịp "Công ty Lặn Ngũ Đại Hồ" năm 2006
Vào cuối tháng 8 năm 2006, nhà nghiên cứu UFO Francis Ridge bỗng dưng nhận được một email từ "Preston Miller", trong đó có một đoạn trích dẫn từ câu chuyện của hãng Associated Press (AP). "Bản tin" được trích dẫn tuyên bố rằng một nhóm thợ lặn Michigan đã phát hiện ra chiếc F-89 của Moncla ở đáy Hồ Superior, ngay vị trí gần đúng nơi chiếc máy bay phản lực đã biến mất khỏi radar. Email cũng chứa phần liên kết đến một trang web gần đây đã được tạo cho nhóm thợ lặn; họ tự gọi mình là "Công ty Lặn Ngũ Đại Hồ" (Great Lakes Dive Company).
Ridge đã chuyển tiếp email tới trang web Internet "UFO Updates", một diễn đàn trực tuyến nổi tiếng dành cho giới nghiên cứu và nhà văn viết về UFO. Do đó, tin tức về phát hiện có mục đích này nhanh chóng lan truyền trong cộng đồng UFO và các nguồn tin tức qua giới truyền thông. Một số phóng viên đã cố gắng liên hệ với "Công ty Lặn Ngũ Đại Hồ" để có thêm thông tin về khám phá này. Các phóng viên được dịp tiếp xúc với một người tự xưng là phát ngôn viên của Công ty Lặn Ngũ Đại Hồ. Người đàn ông tự gọi mình là "Adam Jimenez" đã thảo luận về "khám phá" này với một số nhà điều tra và nhà báo. "Adam Jimenez" thậm chí còn được nhà nghiên cứu UFO Linda Moulton Howe mời tới phỏng vấn trên chương trình nói chuyện phát thanh đêm khuya chuyên biệt Coast to Coast AM.
Trang web của Công ty Lặn Ngũ Đại Hồ ban đầu giới thiệu hai hình ảnh về khám phá có mục đích, cả hai hình ảnh được cho là được trích xuất từ sonar quét bên. Những hình ảnh mờ mịt, độ nhiễu cao mô tả một chiếc máy bay gần như hoàn toàn nguyên vẹn đang nằm yên nghỉ dưới đáy hồ, mũi của nó bị vùi trong lớp bùn, với một cánh lộ ra ngoài, phần chóp và phần đuôi nhô cao của F-89 được thể hiện rõ ràng. Khám phá ban đầu gây ra sự phấn khích, vì nhiều người cảm thấy rằng việc phát hiện ra chiếc máy bay bị rơi cuối cùng sẽ cung cấp câu trả lời về những gì đã xảy ra với Moncla và Wilson.
Tuy nhiên, khi cánh nhà báo và nhà nghiên cứu UFO tìm hiểu sâu hơn về vụ việc, mối nghi ngờ của họ càng được dấy lên khi câu chuyện này ngày càng trở nên phức tạp hơn. Người ta sớm nói rằng một vật thể kim loại không rõ nguyên nhân đã được tìm thấy gần F-89 và "hình ảnh sonar" về phát hiện này sớm được công bố trên trang web. Mọi người suy đoán rằng vật thể "hình giọt nước" có thể là UFO mà F-89 đã hợp nhất trên màn hình radar. Một số yếu tố về phát hiện khả nghi này đã khiến giới phóng viên khẳng định rằng phát hiện này thực chất chỉ là một trò lừa bịp. Một số nhà điều tra bắt đầu nỗ lực truy tìm thêm thông tin về "Công ty Lặn Ngũ Đại Hồ" và "Adam Jimenez". Mọi nỗ lực tìm kiếm bằng chứng về sự tồn tại của công ty này đều chẳng đi đến đâu cả. Những nỗ lực để có được bất kỳ dữ liệu tiểu sử nào về "Adam Jimenez" cũng chẳng có kết quả gì. Thông tin liên lạc duy nhất mà mọi người có được dành cho Jimenez là địa chỉ email và điện thoại di động. Chỉ ba tuần sau khi bị phát hiện, trang web của công ty đột nhiên biến mất mà không có lời giải thích và "Adam Jimenez" ngừng trả lời email và cuộc gọi điện thoại di động.
Một cuộc điều tra của James Carrion, lúc đó là Giám đốc Quốc tế Mạng lưới UFO Song phương (MUFON), tiết lộ rằng không có bằng chứng nào mà AP đã viết "câu chuyện tin tức" ban đầu được trích dẫn trong thông báo ban đầu về phát hiện này, cũng không có bất kỳ hồ sơ nào nói về sự tồn tại của "Công ty Lặn Ngũ Đại Hồ" ngoài sự hiện diện thoáng qua của nó trên một trang web; "Adam Jimenez" từ chối cung cấp thêm bất kỳ thông tin nào về các hiệu trưởng của công ty, loại tàu mà họ đã sử dụng, hoặc bất kỳ thông tin nào khác có thể giúp thiết lập sự tồn tại của tổ chức này. Cuộc điều tra của Carrion cho thấy nhiều tuyên bố của Jimenez về phát hiện này là không đúng sự thật, bao gồm cả gợi ý của ông rằng chính phủ Canada đã từ chối cho phép tiếp tục công việc khảo sát địa điểm. Hóa ra không có sự cho phép nào như vậy đã được yêu cầu.
Brendon Baillod, người hoạt động trong giới săn lùng tàu đắm và lịch sử hàng hải ở Ngũ Đại Hồ, đồng thời là giám đốc của Hiệp hội Lịch sử Hàng hải Ngũ Đại Hồ, tuyên bố rằng ông chưa bao giờ nghe nói về Jimenez hoặc nhóm này và cũng chưa từng nghe ai biết về lĩnh vực này của ông ấy trong số đó cả. Baillod nói rằng các hình ảnh quét hai bên được chụp có vẻ là chân thực nhưng bác bỏ tuyên bố của Jimenez rằng chúng được tạo ra bằng máy dò cá, đặc biệt là ở độ sâu 500 feet (150 m) của nước. Ông nói thêm rằng những hình ảnh không thể được thực hiện bằng một đầu dò gắn trên thân tàu như Jimenez đã tuyên bố, mà cần phải có một thiết bị dò tìm dạng con cá. Kể từ năm 2009, sự đồng thuận chung giữa các nhà báo và các nhà nghiên cứu UFO, những người đã điều tra phát hiện có mục đích là đó là một trò lừa bịp và chiếc máy bay phản lực F-89 của Felix Moncla vẫn chưa được phát hiện.